# Hendersonia abietis
Hendersonia abietis är en svampart som beskrevs av Roum. & Fautrey 1918. Hendersonia abietis ingår i släktet Hendersonia och familjen Phaeosphaeriaceae.   Inga underarter finns listade i Catalogue of Life.